# Марк Лициний Красс Фруги (консул 14 года до н. э.)
Марк Лици́ний Красс Фру́ги (лат. Marcus Licinius Crassus Frugi; умер после 8 года до н. э.) — политический деятель эпохи ранней Римской империи.
По всей видимости, его отцом был претор 44 года до н. э. Марк Кальпурний Пизон Фруги. Позже он был усыновлён консулом 30 года до н. э. Марком Лицинием Крассом.
В 14 году до н. э. Красс Фруги занимал должность ординарного консула вместе с Гнеем Корнелием Лентулом Авгуром. В 13—10 годах до н. э. он находился на посту легата пропретора Ближней Испании. Кроме того, Красс Фруги был патроном общины боккоританов на острове Майорка. В 9—8 годах до н. э. он был проконсулом Африки. Также Красс Фруги входил в состав коллегии авгуров.
Его сыном был консул 27 года Марк Лициний Красс Фруги.